# شیرین‌لب دونواره
شیرین‌لب دونواره (نام علمی: Plectorhinchus albovittatus) نام یک گونه از سرده شیرین‌لب است.